# Kolhapur (Staat)
Kolhapur war ein Fürstenstaat Britisch-Indiens auf den Höhen der Westghats nördlich von Goa im heutigen Bundesstaat Maharashtra. Seine Hauptstadt war der Ort Kolhapur.

## Geschichte

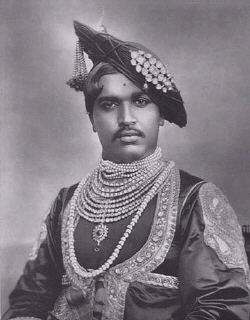
Shahu

Das Marathen-Fürstentum wurde 1710 von Shivaji II. aus der Bhonsle-Dynastie gegründet und 1730 endgültig von Satara getrennt. Gegen Ende der Marathenkriege wurde Kolhapur britisches Protektorat (1812–1947). Raja Shahu I. Bhonsle (1884–1922) wurde 1900 zum Maharaja erhoben. Kolhapur hatte 1941 eine Fläche von 8332 km² und 1,1 Millionen Einwohner.
Nachdem Großbritannien am 18. Juli 1947 beschlossen hatte, Indien und Pakistan in die Unabhängigkeit zu entlassen (siehe Geschichte Indiens), wurde Kolhapur zunächst unabhängig und schloss sich auch nicht den United Deccan States an. Erst am 1. März 1949 vollzog der letzte Maharaja Chhatrapati Shahaji II. Puar, der zugleich Maharaja von Dewas Senior war, den Anschluss an Indien und den Bundesstaat Bombay, aus dem am 1. Mai 1960 der Staat Maharashtra entstand.